# Metriogryllacris chirurga
Metriogryllacris chirurga är en insektsart som beskrevs av Bei-bienko 1962. Metriogryllacris chirurga ingår i släktet Metriogryllacris och familjen Gryllacrididae. Inga underarter finns listade i Catalogue of Life.